# Pan Tau
Pan Tau je československý rodinný televizní seriál, vzniklý v koprodukci Československé televize, Filmového studia Barrandov, rakouské společnosti Neue Thalia Film Wien a německých společností Westdeutscher Rundfunk a Saarländischer Rundfunk. Premiérově byl vysílán v západním Německu v letech 1970–1979, v Československu jej diváci zhlédli mezi lety 1971 a 1982. Po samostatném pilotním dílu, jejž v roce 1966 koprodukoval Carlo Ponti, vzniklo celkem 33 dílů rozdělených do tří řad. Seriál natočil režisér Jindřich Polák podle scénáře, který napsal společně s Otou Hofmanem. Pojednává o panu Tau, kouzelném muži s buřinkou, který plní dětem jejich přání a který se umí proměnit do podoby malé loutky. Titulní postavu ztvárnil Otto Šimánek.
Třetí řada seriálu byla sestříhána také do podoby dvou celovečerních filmů Poplach v oblacích a Od zítřka nečaruji (oba 1979), jako epilog vznikl celovečerní snímek Pan Tau (1988). V roce 2020 měla premiéru nová německá seriálová verze Pan Tau.

## Příběh
Pan Tau je nemluvící muž s vizáží anglického gentlemana, který nosí oblek stresemann s bílou květinou v klopě, černou buřinku a černý deštník. Vyjadřuje se mimikou, gesty a pohyby, je mu blízký svět dětí. Díky kouzelné buřince může splnit přání dětem, lidem i sobě, a s její pomocí se také dokáže proměnit do podoby malé loutky, kterou často nacházejí děti. Pan Tau přiletí na planetu Zemi ve své malé raketce a pomáhá hlavně dětem. V první řadě seriálu spolupracuje především s chlapcem Emilem, běžným školákem, a posléze s holčičkou Claudií, vnučkou bohatého podnikatele. Druhá série je zaměřena na rodinu Urbanových, přičemž pan Tau zjistí, že on sám je v podstatě dvojníkem černé ovce rodiny, dobrodruha Alfonze. Během třetí řady seriálu vyšetřuje případ pana Tau, který se zjevil na křídle letícího letadla, inspektor Málek.

## Obsazení

### Pilotní díl
- Otto Šimánek jako pan Tau
- Vladimír Horka jako chlapec
- Václav Štekl jako učitel hry na klavír
- Iolanda Modio jako partnerka muže z lunaparku
- Poldo Bendandi jako muž z lunaparku

### První řada
- Otto Šimánek jako pan Tau
- Jiří Sovák jako tatínek Emila a Renáty
- Slávka Budínová jako maminka Emila a Renáty
- Josef Beyvl jako dědeček Emila a Renáty
- Josef Filip jako Emil
- Blanka Krátká jako Renáta, sestra Emila
- Jan Werich jako pan Viola, dědeček Claudie
- Veronika Renčová jako Claudie

### Druhá řada
- Otto Šimánek jako pan Tau a jako Alfonz Urban
- František Filipovský jako Josef Urban, dědeček Rudly a Káti
- Vladimír Menšík jako Josef Urban, bratr Alfonze a tatínek Rudly a Káti
- Jiřina Bohdalová jako Helena Urbanová, maminka Rudly a Káti
- Magda Křížková jako Kateřina „Káťa“ Urbanová
- Gustav Bubník jako Rudolf „Rudla“ Urban
- Josef Somr jako doktor Petr Kalina
- Jiří Vondráček jako Martin, přítel Káti
- František Kovářík jako cestovatel
- Jaroslav Štercl jako vrátný
- Jana Hlaváčová jako Marie Šťastná, učitelka

### Třetí řada
- Otto Šimánek jako pan Tau
- Vlastimil Brodský jako Málek, III. inspektor bezpečnosti letového provozu
- Josef Bláha jako hlavní inspektor bezpečnosti letového provozu
- Michael Hofbauer jako Otík, syn inspektora Málka
- Josef Dvořák jako Kalous, zaměstnanec safari
- Eliška Sirová jako Eva, dcera inspektora Málka
- Jan Sedláček jako Pepíček, syn inspektora Málka

## Produkce

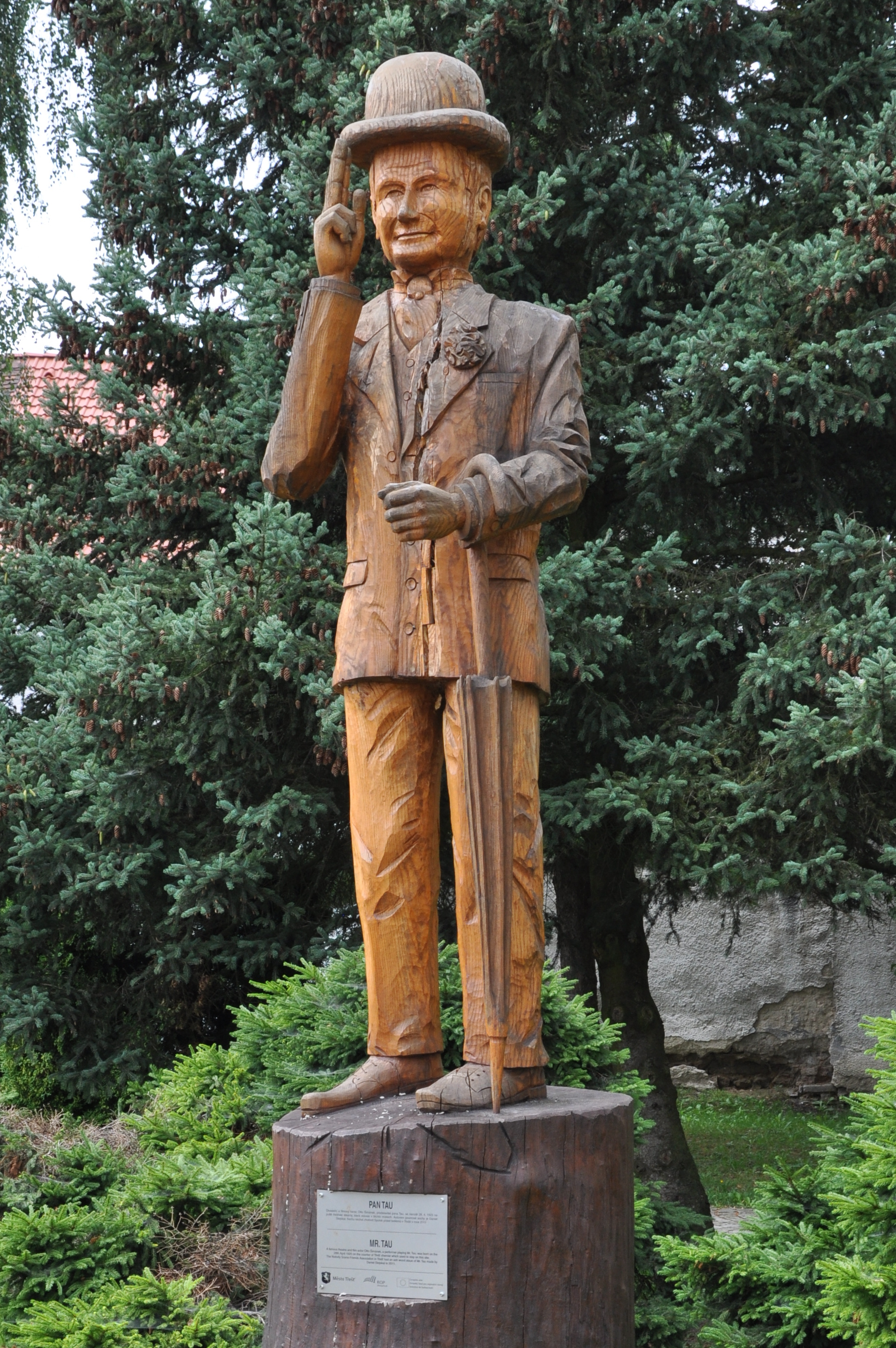
Dřevěná socha pana Tau stojící v místě rodného domu Otty Šimánka v Třešti

Díky společenskému a politickému uvolnění v 60. letech 20. století začali do Československa jezdit západní filmoví producenti. Režiséra Jindřicha Poláka oslovil v polovině dekády italský producent Carlo Ponti ohledně možného remaku jeho filmu Strašná žena (1965). Při jednání se ovšem zadání změnilo a Polák, který dříve pro Československou televizi vytvářel dětskou sérii s klaunem Ferdinandem, měl vymyslet dětský televizní seriál s podobně populární postavou. Společně se svým dlouholetým spolupracovníkem Otou Hofmanem vytvořili postavu kouzelného muže, který vypadá jako anglický gentleman a který díky kouzelné buřince může čarovat. Zároveň má rád děti, zvířata, může se proměnit do podoby malé figurky, ale nemluví a vyjadřuje se pohybem. Díky zhlédnutí televizní inscenace o životě česko-francouzského mima Jeana Gasparda Deburaua, v níž hlavní roli ztvárnil Otto Šimánek, se Polák rozhodl právě tohoto herce a mima obsadit do svého projektu. Postava získala jméno podle písmene řecké abecedy tau, což navrhl Hofman. Toto pojmenování se ovšem producentovi nelíbilo, takže pro zahraniční diváky měl být znám jako Mr. Jeeves. Půlhodinový pilotní film, koprodukovaný Československou televizí (skrze její útvar Telexport) a italskou společností Zebra Film, byl natočen na 35mm barevný materiál v roce 1966 v Praze, Vídni a Římě a kombinoval živého herce s fázovanou loutkou. Ponti byl s výsledkem spokojen a po Polákovi a Hofmanovi žádal přibližně deset dalších příběhů, které by se odehrávaly na různých místech několika kontinentů. To autoři odmítli, protože Polák chtěl seriál točit v Praze, takže ze spolupráce sešlo a česká verze pilotního dílu byla uložena do archivu Československé televize.
Po několika měsících objevil v televizním archivu odložený pilotní díl redaktor dětského vysílání německé společnosti Westdeutscher Rundfunk (WDR) Gert Müntefering, jenž v Československu hledal pořady vhodné pro televizní vysílání v (západním) Německu. S Polákem a Hofmanem, coby autory úspěšného dětského celovečerního snímku Klaun Ferdinand a raketa (1963), který také zakoupil, se dohodl na realizaci seriálu o panu Tau. Seriál, natáčený Československou televizí ve spolupráci s Filmovým studiem Barrandov a koprodukovaný s německou WDR a rakouskou společností Neue Thalia Film Wien, měl mít sedm dílů o půlhodinové délce. Tento počet byl posléze rozšířen na deset a po žádosti zahraničních koproducentů následně na třináct. Loutka pana Tau z pilotního dílu byla nahrazena zcela novou, která byla vybavena klouby, což při animaci umožňovalo její skoro až realistickou pohyblivost. Přípravné práce na seriálu začaly na jaře 1969, natáčení bylo zahájeno 9. června 1969 na parníku Nautilus v Praze. V té době začala produkce prvních dvou dílů („Pan Tau jde do školy“ a „Pan Tau a samá voda“), jejichž kopie byly dokončeny v prosinci 1969. Od ledna do září 1970 byly realizovány příběhy „Pan Tau přichází“, „Pan Tau naděluje“, „Pan Tau na horách“ a „Pan Tau a neděle“, jejichž kopie byly dohotoveny během října a listopadu 1970. V průběhu téhož roku byla také natočena epizoda „Pan Tau a Claudie“ (natáčená již roku 1969) a z velké části byl zfilmován díl „Pan Tau a taxikář“, přičemž oba díly byly dokončeny v roce 1971. V případě příběhů „Pan Tau to zařídí“ a „Pan Tau a cesta kolem světa“ byly roku 1970 realizovány některé scény. Na konci roku 1970 se v přípravných pracích nacházely zbývající díly „Pan Tau v cirkusu“, „Hledá se pan Tau“ a „Pan Tau a tisíc kouzel“. Během prvního čtvrtletí roku 1971 byly natáčeny díly „Hledá se pan Tau“ a „Pan Tau a tisíc kouzel“, rozpracována byla i poslední epizoda „Pan Tau v cirkusu“. Na jaře a v létě 1971 byly filmovány epizody „Pan Tau to zařídí“, „Pan Tau a cesta kolem světa“ a „Pan Tau v cirkusu“, jejich postprodukce probíhala koncem roku 1971 a v prvním čtvrtletí roku 1972. Třináctidílný seriál, určený pro kina i televizi, tak byl po tříleté práci dokončen na jaře 1972, kdy diváci mohli zhlédnout jeho druhou část čítající sedm dílů. Pan Tau byl prvním barevným československým seriálem.
Natáčelo se v barrandovských ateliérech i v exteriérových lokacích, jako byla Praha a její okolí, zámek Hluboká, Štiřín, Krkonoše (Svatý Petr), Tatry, belgický Brusel, v Německu pak Kolín nad Rýnem a mořské pobřeží. Kromě Otty Šimánka, který ztvárnil pana Tau, se v dalších hlavních rolích objevili Josef Filip, který hrál chlapce Emila, Veronika Renčová, jež představovala holčičku Claudii, a Jan Werich, který byl obsazen do role jejího bohatého dědečka, pana Violy. Werich byl po srpnu 1968 osobou nepohodlnou komunistickému režimu a podle režiséra Poláka „byl do seriálu doslova propašován“. To bylo umožněno i díky rozšíření objednávky na 13 dílů, neboť právě v těch nově přidaných byla dějová linka Claudie a pana Violy rozšířena. Jeho obsazení si výslovně vyžádala německá televize WDR. Pro Wericha to byla z politických důvodů poslední role před kamerou, nicméně již v době natáčení Pana Tau měl také vážné zdravotní problémy.

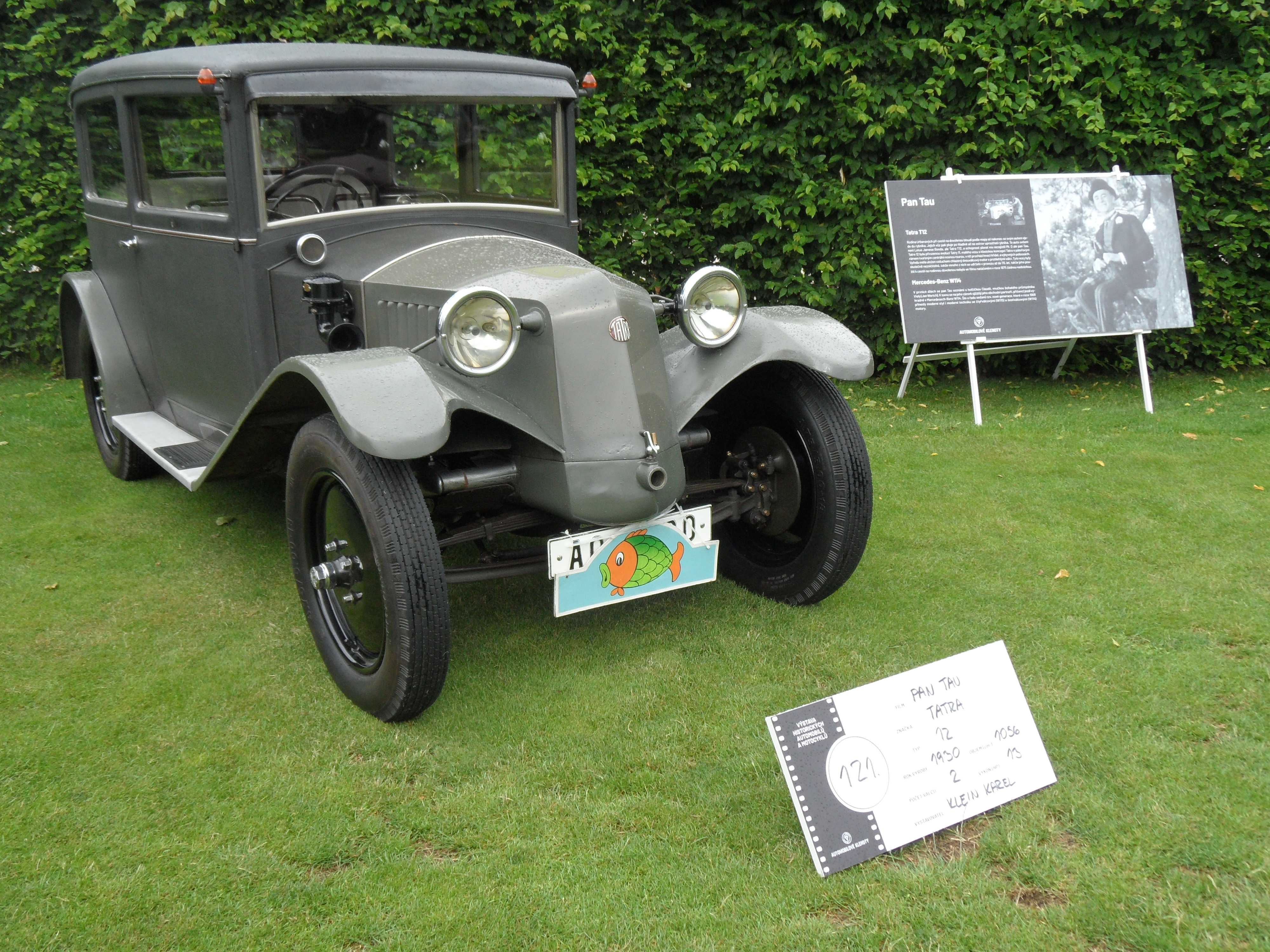
Tatra 12 využitá při natáčení druhé řady Pana Tau

Druhá řada, někdy označovaná jako Pan Tau se vrací, byla již určena výhradně pro televizi a natočena byla také na 35mm barevný filmový materiál. Požadavek na další díly vzešel z WDR, pokračování mělo být spíše rodinného, než dětského charakteru. Scénáře pro třináct nových dílů napsali Hofman s Polákem během roku 1973. Natáčení probíhalo následně, například v létě 1974 pořizoval štáb pro díl „Pan Tau a Robinson“ záběry u Baltského moře. Pražské exteriéry byly natáčeny především v Řeporyjích, kde filmaři využili rodinný dům, v němž v seriálu bydlela rodina Urbanových a který byl středobodem druhé řady. Do titulní role se vrátil Šimánek, který ve dvojroli ztvárnil i ztraceného strýce Alfonze Urbana, který je vzhledově k nerozeznání od pana Tau. V dalších hlavních rolích členů rodiny Urbanových se představili Vladimír Menšík, Jiřina Bohdalová a František Filipovský. Výroba druhé řady (koprodukce Československé televize, Filmového studia Barrandov, německé WDR a německé společnosti Saarländischer Rundfunk) byla dokončena roku 1975.
Realizace závěrečné třetí řady (opět v koprodukci Filmového studia Barrandov, Československé televize, Westdeutscher Rundfunk a Saarländischer Rundfunk), chystané i v sestříhané formě dvou celovečerních filmů Poplach v oblacích a Od zítřka nečaruji, byla plánována již v úvodu roku 1976. Původně autoři počítali se šesti díly, později byl jejich počet rozšířen na sedm, neboť byla mezi filmy vložena čistě televizní epizoda „Pan Tau a kouzelnice“. Snímek Od zítřka nečaruji byl věnován k 30. výročí vzniku pionýrských oddílů v Československu. Filmování třetí série probíhalo od léta 1977 do jara 1978, postprodukce byla dokončena na podzim 1978. Natáčelo se v barrandovských ateliérech a různých exteriérech, například v Domažlicích. Kromě Šimánka v roli pana Tau se v hlavních rolích objevili Vlastimil Brodský (inspektor Málek) či Josef Dvořák (zřízenec safari Kalous).
Autorem hudby k pilotnímu dílu je Jaromír Vomáčka, hudbu ke zbytku seriálu napsali společně Jiří Malásek, Jiří Bažant a Vlastimil Hála. Nahrál ji Filmový symfonický orchestr pod vedením Františka Belfína, u první řady navíc spolupracoval Orchestr Karla Vlacha, u druhé řady pak Skupina Ladislava Štaidla. V případě pilotního dílu řídil orchestr Štěpán Koníček a v jednom díle první řady kromě Belfína také Milivoj Uzelac.

## Vysílání
| Řada        | Díly        | Premiéra v Německu | Premiéra v Německu | Premiéra v Československu                     | Premiéra v Československu                  |
| Řada        | Díly        | První díl          | Poslední díl       | První díl                                     | Poslední díl                               |
| ----------- | ----------- | ------------------ | ------------------ | --------------------------------------------- | ------------------------------------------ |
| pilotní díl | pilotní díl | 1. ledna 1997      | 1. ledna 1997      | 23. srpna 2015                                | 23. srpna 2015                             |
| 1           | 13          | 13. prosince 1970  | 21. května 1972    | 19. března 1971 (kino) 26. prosince 1971 (TV) | 5. května 1972 (kino) 27. května 1990 (TV) |
| 2           | 13          | 12. října 1975     | 28. prosince 1975  | 23. prosince 1976                             | 9. ledna 1977                              |
| 3           | 7           | 31. prosince 1978  | 4. února 1979      | 25. prosince 1981                             | 23. ledna 1982                             |

Premiérově byl Pan Tau uváděn v (západním) Německu v televizi ARD v německém dabingu. První díl seriálu byl odvysílán 13. prosince 1970, přičemž úvodní šestici epizod vysílala ARD do poloviny ledna 1971. Po více než roční přestávce mohli němečtí diváci zhlédnout během dubna a května 1972 zbylých sedm dílů. Druhá série byla uvedena od října do prosince 1975, třetí řada pak od závěru roku 1978 do února 1979.
V Československu byla první, třináctidílná řada seriálu distribuována nejprve do kin. Z jednotlivých dílů bylo postupně vytvořeno šest dětských pásem, z nichž čtyři obsahovaly kromě dílů Pana Tau také nesouvisející krátké animované filmy. První dva díly měly v této podobě premiéru 19. března 1971, přičemž během března a dubna toho roku bylo takto uvedeno celkem šest epizod. Zbylých sedm dílů mělo, obdobně jako v Německu, premiéru až po roce, od března do května 1972. Televizní vysílání první řady ale bylo z politických důvodů (např. účast komunistickému režimu nepohodlných Jana Wericha a Pavla Landovského) značně omezeno. Na II. programu Československé televize se sice díl „Pan Tau naděluje“ objevil již 26. prosince 1971 v rámci zkušebního barevného vysílání, první čtveřice epizod však byla řádně odvysílána až o rok později, během vánočních svátků roku 1972. Pátý a šestý díl se v televizním vysílání I. programu pravděpodobně poprvé objevily až o Vánocích 1979 a zbylých sedm dílů s Werichem a Landovským uvedla Československá televize v rámci Studia Kamarád na I. programu pravděpodobně premiérově až v letech 1989–1990 (krátce před sametovou revolucí a následně i po ní).
Druhá řada seriálu (13 epizod) byla v Československu odvysílána na I. programu celá během Vánoc 1976 a počátku roku následujícího. Třetí řadu v podobě dvou celovečerních filmů Poplach v oblacích a Od zítřka nečaruji zhlédli v kinech českoslovenští diváci v listopadu 1979, avšak kompletní sedmidílná série byla v televizi (na I. programu) poprvé uvedena až během Vánoc 1981 a ledna 1982.
Pilotní díl, který byl natočen v roce 1966, nebyl pravděpodobně po tři dekády nikdy veřejně uveden. Premiérově tak byl odvysílán s německým názvem „Pan Tau – Das erste Abenteuer“ v roce 1997 na německé stanici ARD, v Česku jej diváci poprvé zhlédli až 23. srpna 2015 na ČT :D.
Celý seriál (vyjma pilotního dílu) vydala na DVD poprvé v roce 2010 Česká televize.

## Přijetí
V květnu 1970 získali tvůrci Pana Tau, Jindřich Polák a Ota Hofman, zvláštní uznání ředitele X. přehlídky filmů pro děti a mládež v Gottwaldově za „vtipné řešení hraného seriálu pro děti a mládež, který vedle nového výrazného typu ústřední postavy rozvíjí dětskou fantazii v náročné moderní poloze filmové tvorby“. Na XXII. mezinárodní přehlídce filmů pro děti v Benátkách byla v říjnu 1970 epizoda „Pan Tau a samá voda“ oceněna zvláštním čestným uznáním poroty CIDALC. Seriál Pan Tau zvítězil v květnu 1971 v anketě na XI. přehlídce filmů pro děti a mládež v Gottwaldově, odkud si odvezl cenu dětského diváka. Úspěchu se autoři dočkali také v listopadu 1971 na VI. mezinárodním filmovém festivalu pro děti a mládež v Teheránu, kde díl „Pan Tau na horách“ obdržel zvláštní uznání dětské poroty. Druhá řada seriálu získala roku 1976 čestné uznání na televizním festivalu v Monte Carlu, kde obsadil druhé místo v soutěži dětských filmů.
Seriál Pan Tau se stal značně populárním mezi dětmi v Československu, ale zejména v (západním) Německu. Právě na základě tamní popularity (na jeden díl se dívalo průměrně 12 milionů diváků) objednala německá společnost WDR další řady. Kromě toho byl během 70. let 20. století úspěšně vysílán také v Sovětském svazu, Rumunsku, Maďarsku, Jugoslávii, NDR, Rakousku, Švédsku, Španělsku, Švýcarsku, Francii a Kanadě.

## Související díla
Roku 1971 vyšlo u hudebního vydavatelství Panton dvojalbum 7" gramofonových desek (tzv. LP special), které obsahuje nahrávky prvních dvou dílů „Pan Tau přichází“ a „Pan Tau naděluje“, jež vypráví Jan Werich. Na CD vyšlo album v roce 2001 u Supraphonu. V roce 1974 vydalo nakladatelství Albatros knihu Pan Tau a tisíc zázraků, kterou napsal Ota Hofmann. Nový příběh detektivního charakteru ilustroval Jiří Šalamoun.
Sestříháním šesti ze sedmi dílů třetí řady vznikly dva celovečerní filmy Poplach v oblacích a Od zítřka nečaruji, které měly premiéru v roce 1979. Po několikaleté přestávce natočil Jindřich Polák ve spolupráci s Otou Hofmanem závěrečný celovečerní snímek Pan Tau (německá premiéra 1988, československá premiéra 1989), který byl zamýšlen jako epilog této postavy.
Na začátku roku 1989 odevzdali Polák s Hofmanem scénáře k připravovanému 26dílnému animovanému televiznímu seriálu, který měl pojednávat o dětství pana Tau na planetě Tau Ceti. Seriál měl být koprodukcí několika evropských televizních společností pod záštitou Evropského hospodářského společenství, výtvarně jej navrhl britský kreslíř Nick Price. Seriál však nebyl realizován, vznikl pouze pilotní díl „Tauceti – stranou mléčné dráhy“.
Díky popularitě pana Tau v Československu i Německu se Otto Šimánek v této roli objevil i jiných televizních pořadech, jako byl písničkový film Karla Gotta Praha, jak ji mám rád (Československá televize v koprodukci se ZDF, premiéra 30. listopadu 1984, režie Jaromír Vašta), který vznikl i v německojazyčné verzi Prag, wie ich es mag – Geschichten aus der Goldenen Stadt, či hudebně-zábavní televizní pořad Československé televize Pan Tau a kouzelné písničky (premiéra 2. června 1985, režie Adam Rezek). Jako pan Tau se Šimánek představil také ve videoklipu z roku 1990 k písni „Du bist überall“ německé zpěvačky Neny.
V květnu 2017 zakoupila německá společnost Caligari práva na pana Tau a informovala o záměru natočit nový seriál, který by čítal až 52 dílů, a dva celovečerní filmy, z nichž minimálně jeden by byl sestříhaný ze seriálových epizod. K původně plánované koprodukční spolupráci s Českou televizí a českými autory nedošlo. Do titulní role byl obsazen britský stand-up komik Matt Edwards, v německém anglickojazyčném seriálu dále hráli britští a němečtí herci. Nový seriál Pan Tau, čítající čtrnáct dílů, byl v Německu premiérově odvysílán na podzim 2020, v Česku byl poprvé uveden roku 2022.